# Dayet Hachlaf
Dayet Hachlaf ouDaït Hachlaf est un lac situé à quelques kilomètres d'Ifrane, sur la route de Michlifen.(CR Dayet Aoua)

## Présentation
Il fait partie du circuit des Lacs, dans le Parc national d'Ifrane, à 1 530 m d'altitude, sa superficie est variable selon les saisons (une soixantaine d'ha en moyenne). Le site est entouré par une prairie humide et des massifs forestiers de chênes verts.